# フォルニョート (衛星)
フォルニョート (Saturn XLII Fornjot) は、土星の第42衛星である。逆行軌道で土星を公転する不規則衛星で、北欧群に属する。

## 概要
デビッド・C・ジューイット、スコット・S・シェパード、ブライアン・マースデン、ジャン・クレイナらの観測チームにより、2004年12月12日～2005年3月11日の間に行われた一連の観測によって発見された。最初に確認されたのは12月12日の観測である。観測にはすばる望遠鏡、W・M・ケック天文台、ジェミニ北望遠鏡の大型望遠鏡群が用いられた。2005年5月3日に小惑星センターのサーキュラーで他の11個の土星の新衛星の発見と合わせて報告され、S/2004 S 8 という仮符号が与えられた。
2007年4月5日に北欧神話に登場する巨人出身の海神エーギルの父、フォルニョートに因んで命名され、Saturn XLII という確定番号が与えられた。なおエーギルの名も第36衛星に与えられている。
2018年時点では発見されている土星の衛星の中で最も外側を公転する天体であったが、2019年にさらに遠方の軌道を持つ S/2004 S 26 が発見された。